# Bosonoga contessa
Bosonoga contessa (ang. The Barefoot Contessa) – amerykański dramat filmowy z 1954 roku w reżyserii Josepha L. Mankiewicza. Film opowiada historię życia Marii Vargas, fikcyjnej hiszpańskiej kobiety uznawanej za symbol seksu. W rolach głównych wystąpili Ava Gardner, Humphrey Bogart i Edmond O’Brien.

## Fabuła
Pewnego dnia Harry Dawes (Humphrey Bogart), podupadły hollywoodzki reżyser poznaje w podejrzanym madryckim lokalu atrakcyjną tancerkę, Marię Vargas (Ava Gardner). Daves pragnie uczynić z niej wielką gwiazdę, a przy okazji odbudować swoją reputację filmowca. Niestety dziewczyna zamiast sławy wybiera związek z arystokratą cierpiącym na impotencję.

## Obsada
- Humphrey Bogart jako Harry Dawes
- Ava Gardner jako Maria Vargas
- Edmond O’Brien jako Oscar Muldoon
- Marius Goring jako Alberto Bravano
- Valentina Cortese jako Eleanora Torlato-Favrini
- Rossano Brazzi jako Count Vincenzo Torlato-Favrini
- Elizabeth Sellars jako Jerry
- Warren Stevens jako Kirk Edwards
- Franco Interlenghi jako Pedro Vargas
- Mari Aldon jako Myrna
- Bessie Love jako Mrs. Eubanks
- Diana Decker jako Pijana blondynka
- Bill Fraser jako J. Montague Brown
- Alberto Rabagliati jako Właściciel klubu

## Nagrody i nominacje
Nagroda Akademii Filmowej
- Najlepszy aktor drugoplanowy – Edmond O’Brien
- Najlepsze materiały do scenariusza i scenariusz – Joseph L. Mankiewicz (nominacja)

 Złoty Glob
- Najlepszy aktor drugoplanowy – Edmond O’Brien

Amerykańska Gildia Scenarzystów
- Najlepszy scenariusz dramatu – Joseph L. Mankiewicz (nominacja)